# Periclimenes poupini
Periclimenes poupini är en kräftdjursart som beskrevs av Bruce 1990. Periclimenes poupini ingår i släktet Periclimenes och familjen Palaemonidae. Inga underarter finns listade i Catalogue of Life.